# Pat Harrington jr.
Pat Harrington jr. (New York, 13 augustus 1929 – Los Angeles 6 januari 2016) was een Amerikaans acteur.

## Levensloop en carrière
Harrington maakte zijn filmdebuut in 1953. In 1958 speelde hij naast onder meer Henry Fonda en Christopher Plummer in Stage Struck. In de jaren 60 speelde hij in verschillende televisieseries zoals de Danny Thomas Show. In 1967 speelde hij met Elvis Presley in de film "Easy Come, Easy Go". In de jaren 70 en 80 speelde hij een hoofdrol in One Day at a Time. Met deze serie won hij een Golden Globe en een Emmy Award. Een van zijn laatste rollen was een gastrol in Hot in Cleveland. 
Harrington, die leed aan de ziekte van Alzheimer, overleed begin 2016 op 86-jarige leeftijd.